# Michel-Dosithée-Stanislas Martel
Michel-Dosithée-Stanislas Martel, né le 11 janvier 1838 à Verchères et mort le 18 septembre 1908 à Chambly, est un médecin et homme politique québécois.